# Torneå kyrka
Torneå kyrka (finska: Tornion kirkko) eller Hedvig Eleonora kyrka (finska: Hedvig Eleonoran kirkko) är en kyrka i Torneå stad (kommun) i landskapet Lappland i Finland.
Kyrkan började byggas våren 1684 på Svensarö för Torneå stadsförsamling och ersatte församlingens första kyrka byggd 1647 som brann ner 1682 efter ett blixtnedslag. Kyrkan räknas som en av de mest betydelsefulla träkyrkorna. Den byggdes som en blockpelarkyrka. Den nya kyrkan invigdes den 11 juli 1686.

Kyrkan invigdes den 11 juli 1686. och är en av två kyrkor som tillägnats drottning Hedvig Eleonora. Den andra är Hedvig Eleonora kyrka i Stockholm.

## Arkitektur
Kyrkan är en blockpelarkyrka. Det österbottniska inflytandet är stort och kyrkan har drag av samtida träkyrkor från Österbotten men också från de medeltida stenkyrkorna i Pedersöre kyrka och S:ta Maria kyrka, Korsholm i Österbotten. Men modernare inflytande märks ändå i placeringen av vapenhuset och sakrsitian mitt emot varandra. Detta inflytande kom från S:ta Klara kyrka från åren 1577-1590 i Stockholm. Tornet har inspirerats av Riddarholmskyrkan i Stockholm. Kyrkan i Torneå är den äldsta och bäst bevarade träkyrkan på Nordkalotten.

## Historik
Den nuvarande kyrkan byggdes några hundra meter från den tidigare kyrkan som förstördes av ett blixtnedslag och brand 1682. Man kunde bara rädda en silverkanna, ett oblatskrin och en bild av Jesus på korset med jungfru Maria och Maria Magdalena. Skulpturen finns i sakristian. . Många bemärkta personer finns begravda under kyrkans golv, t.ex. biträdande kommendanten för Västra Österbottens regemente Alexander Ferdinand von Sacken. Ingen har begravts under golvet sedan 1818.

## Klockstapel och torn
Både kyrkan och klockstapeln har byggts av kyrkobyggaren Matti Härmä från Tyrnävä. Han planerade att kyrkans innertak skulle bestå av ett gotisk tunnvalv av trä, men i stället byggdes fyra valv. Härmä använde sig också av blockpelare för att stadga kyrkan. Den tekniken hade österbottniska kyrkbyggare infört på 1400-talet. Det betraktas som ett bevis på de skickliga träbyggarna i Österbotten.  Klockstapeln byggdes 1688 i gotisk stil är den äldsta på Nordkalotten. Fram till 1735 var klockrummet öppet 1735 d.v.s. saknade luckor.<Stina & Lawe Söderholm - Lapin kirkot Pohjoiskalotin kirkot: osa II - Kyrkor i Lappland Kyrkor på Nordkalotten del II, Pohjan Väylä, 2002, sida 21> Gjutaren Jacob Biermann göt klockorna delvis av metallen som kunde återanvändas från de tidigare förstörda klockorna.
Kung Karl XI besökte Torneå år 1694 för att få se midnattssolen. Men strax före midnatt täcktes solen av moln. Kungen ville ändå uppleva solen och skulle återkomma följande år. Inför detta besök byggdes de runda så kallade Kungsfönstren i kyrktornet. Men kungen hann dö innan besöket.

## Konst och orglar
I början av 1700-talet byggdes korskrank, predikstol och fönsterfoder i barockstil av snickaren Nils Jacobsson Fluur från Torneå. Han har också gjort predikstolen till Nederluleå kyrka. Den äldsta altartavlan Nattvarden (76x215 cm på duk) och predikstolen har troligen målats 1701 av den danskfödda Didrik Möllerum. Det östra valvet har målats av uleåborgsbon Lars Gallenius. Bänkdörrarna målades 1748 av Erik Fellström. Johan Ollongren målade den nuvarande altartavlan 1754. Den framställer  Jesus i Getsemane. (167x126 cm olja på duk). År 1688 donerade kyrkoherden Gabriel Tuderus hans hustru en takmålning. . Han donerade också sin stora bibel åt församlingen. 
Orgeln är från år 1892 och byggdes av tyska Walcker Orgelbau. Orgeln utökades 1978 från de ursprungliga 12 stämmorna till 22.